# Сен-Франсуа (атолл)
Сен-Франсуа́ (англ. St. François Atoll, фр. Atoll Saint-François) — один из двух атоллов Альфонской группы Внешних Сейшельских островов.

## География
Расположен в трёх километрах к югу от атолла Альфонс. Необитаем, включает два острова — Сен-Франсуа и Бижутье. Площадь атолла составляет 0,196 км² (196 000 м²), общая площадь, включая риф и лагуну, значительно больше — 40 км² (примерно 15 км с севера на юг и 5 км с востока на запад).

## Остров Сен-Франсуа
Южный остров назван в честь Франциска Сальского. Площадь составляет 176 000 м² (0,176 км²). Местная фауна включает фрегатов, рачью ржанку (Dromas ardeola) и голубого краба. Добраться до острова можно за полчаса на лодке от Альфонса. 7°09′23″ ю. ш. 52°44′17″ в. д..

## Остров Бижутье
Северный остров по размерам меньше южного. Своё название получил от французского слова «bijoutier», означающего «ювелир». Площадь Бижутье — 20 000 м² (0,02 км²). Добраться до острова можно только на лодке во время прилива. Пешком Бижутье можно обойти всего за несколько минут ходьбы. 7°04′04″ ю. ш. 52°44′05″ в. д.

## История
Сен-Франсуа был открыт в 1730 году Шевалье Альфонсом, командиром французского фрегата «Le Lys». Атолл назван в честь святого Франциска Сальского.